# Мехмунсарай
Мехмунсарай (перс. مهمان سرا‎), в дословном переводе — гостевой дом, разновидность дешевой гостиницы в Афганистане, — питание обычно входит в стоимость проживания, а также имеется возможность пообедать без поселения. Количество мест условно: номер, предназначенный для четырёх человек, к примеру, можно также считать двухместным или одноместным, поскольку мебели и кроватей нет, — постояльцы спят на полу, где по углам у стен разложены на ковровом покрытии матрасы. Постельное бельё не используется, укрываются ватными одеялами, которые никогда не стираются. Спят афганцы в одежде, не раздеваясь. Мехмунсарай — разговорная версия произношения; более правильный фонетически, но редко употребляемый вариант звучит как «мехмансара(й)». Наименование относительно новое, образовано сочетанием слов «мехмун» — гость и «сарай» — дом, жилище, дворец,  в какой-то мере стилизованно под старину с претензией на высокий стиль; вошло в афганский вариант персидского языка позднее, чем мехмунхане.
Мехмунхане (перс. مهمانخانه‎), в дословном переводе — дом для гостей, гостиница, — то же самое, что и мехмунсарай, практически ничем не отличается. Произношение «мехмунхане» используется в разговорной речи, официальный вариант — «мехманхане».
В Афганистане, согласно местным традициям, если клиент заказал в мехмунсарае или мехмунхане обед, он имеет право пристроиться для ночлега на том же помосте, где закончил трапезу, бесплатно.
Мехмунсараи и мехмунхане есть по всему Афганистану: как в небольших населённых пунктах, так и в столице. Много их  в районе Котэ-Санги в Кабуле. Встречаются своеобразные варианты: «Длинный коридор был разделён стеклянными перегородками, таким образом, что образовался ряд "комнат" с прозрачными стенами и дверями. Каждое отделение, размером 1,5 х 2 метра являло собой похожую на аквариум, миниатюрную комнатёнку, где на полу лежал матрас, а рядом оставалось немного места, чтобы поставить обувь». (Пинчук В. В., «Афганский арестант», стр. 56)